# Hort (gemeente)
Hort is een plaats (község) en gemeente in het Hongaarse comitaat Heves. Hort telt 3868 inwoners (2002).